# Ludwig Wolff (pisarz)
Ludwig Wolff (także: Ludwig Ernst Wolff; ur. 7 marca 1876 w Bielsku, zm. po 1958 w Stanach Zjednoczonych) – niemiecki pisarz, scenarzysta i reżyser żydowskiego pochodzenia. Był autorem szeregu opublikowanych w latach 1900–1933 powieści sensacyjnych, które odniosły sukces i zostały powtórnie wydane w latach 50. i 60. Pisał również scenariusze filmowe, a w latach 1918–1924 wyreżyserował kilka filmów. Zmarł w USA, dokąd wyemigrował po dojściu nazistów do władzy.

## Powieści
- Powieść studencka (Studentenroman), Drezno 1900
- Upadek (Der Absturz), Berlin 1912
- Syn Hannibala (Der Sohn des Hanniball), Berlin 1914
- Walka w mroku (Der Krieg im Dunkel), Berlin 1915
- Pieśn flagi (Das Flaggenlied), Berlin 1916
- Gracz (Die Spieler), Berlin 1916
- Przemiana doktora Bessela (Doktor Bessels Verwandlung), Berlin 1920
- Die Kwannon von Okadera, Berlin 1921
- Księżniczka Suwarin (Die Prinzessin Suwarin), Berlin 1922
- Garragan, Berlin 1924
- Głowa do góry, Charly! (Kopf hoch, Charly!), Berlin 1926
- Dwóch pod nieboskłonem (Zwei unterm Himmelszelt), Berlin 1927
- Ariadna w Hoppegarten (Ariadne in Hoppegarten), Berlin 1928
- Smarra, Berlin 1930
- Cztery ostatnie rzeczy (Die vier letzten Dinge), Berlin 1931
- Uciekający mężczyzna (Mensch auf der Flucht), Berlin 1932
- Sen nocy (Traum einer Nacht), Berlin 1932 (wspólnie z Carlem Behrem)
- Prawo do życia (Das Recht zu leben), Zurych 1936

## Filmografia (reżyser)
- Tańcząca trucizna (Tanzendes Gift), 1918
- Losy Caroli von Geldern (Das Schicksal der Carola von Geldern), 1919
- Sternik Holk (Steuermann Holk), 1920
- Bestia w człowieku (Die Bestie im Menschen), 1920–21
- Upadek (Der Absturz), 1922
- Tancerka Navarro (Die Tänzerin Navarro), 1922
- Miłość królowej (Die Liebe einer Königin), 1923
- Garragan, 1924